# Paul Mansion
Paul Mansion (Marchin, 3 de juny de 1844 - Gant, 16 d'abril de 1919) va ser un matemàtic belga editor de la revista Mathesis.

## Vida i obra
Mansion era el novè d'una família de deu germans, el seu pare va morir quan ell era nen i va ser pujat per la seva mare i els seus germans grans. Va estudiar a l'escola i l'institut de Huy. El 1862 va ingressar a l'École Normale des Sciences, annexa a la universitat de Gant en la qual es va graduar el 1865. Des de la seva graduació fins al 1867 va fer classes a l'acadèmia d'artilleria de Gant mentre preparava la seva tesi doctoral. El 1867 va obtenir el doctorat.
El 1867, amb la mort del seu mestre Mathias Schaar, va ser nomenat en la seva substitució, professor de càlcul de la universitat de Gant. Va mantenir aquest lloc fins al 1892 en que va obtenir la càtedra de probabilitat. Simultàniament, des de 1884, va fer classes d'història de les matemàtiques.
El 1874, juntament amb Eugène Catalan va fundar la revista Nouvelle Correspondence Mathèmatique i el 1881, juntament amb Joseph Neuberg, va fundar la revista Mathesis.
Les obres de Mansion versen, fonamentalment, sobre geometria no euclidiana, història de les matemàtiques i equacions diferencials. Va publicar 349 treballs en diferents publicacions científiques.